# Emil Holten
Emil Frost Holten (* 8. August 1996 in Virum) ist ein dänischer Fußballspieler. Der Stürmer steht beim IF Elfsborg unter Vertrag und ist aktuell an den norwegischen Erstligisten Fredrikstad FK ausgeliehen.

## Karriere
Seine Anfänge im Fußball machte Holten beim Virum-Sorgenfri BK. 2008 folgte der Wechsel in die Nachwuchsakademie von Lyngby und 2012 der Wechsel zu AB Gladsaxe.

### AB Gladsaxe (2015–2017)
Beim dänischen Klub machte er auch seine ersten Schritte im Profibereich. Am 1. Spieltag der Saison 2014/15 feierte er sein Debüt in der 1. Division. Bei der 0:1-Auftaktniederlage gegen seinen Jugendklub Lyngby wurde er in der 85. Spielminute für Younes Namli eingewechselt. In der Saison folgten 11 Begegnungen für den dänischen Zweitligisten. Nach einer Saison in der drittklassigen 2. Division, spielte AB in der Saison 2016/17 wieder zweitklassig. Holten absolvierte 30 von 33 mögliche Partien und erzielte fünf Treffer. Sein erstes Tor im Profifußball erzielte er beim 3:3-Unentschieden beim Heimspiel gegen Naestved Boldklub, wo er nachdem er in der 59. Spielminute eingewechselt wurde, in der 61. Spielminute den Ausgleichstreffer zum 2:2 schoss. Auch im Pokal konnte Holten in zwei Begegnungen ein Tor beisteuern. Nachdem erneuten Abstieg von Akademisk Boldklub wechselte Holten im Sommer 2017 zum Ligakontrahenten Nykøbing FC.

### Nykøbing FC (2017–2019)
Bei Nykøbing konnte er sich nachdem er am Anfang der Saison nur als Einwechselspieler fungierte im Laufe der Saison einen Startelfplatz sichern und erzielte in 25 Spielen sieben Tore, wobei sechs der sieben Tore aus drei Doppelpacks bestanden. Auch im Pokal erzielte er einen Doppelpack, konnte aber damit nicht das Ausscheiden in der zweiten Runde gegen HB Köge (3:4 n. V.) verhindern. Auch in seiner zweiten Saison beim dänischen Zweitligisten konnte Holten einige Tore erzielen, neben zwei Toren in drei Partien im Pokal, erzielte er auch acht Tore in 25 Spielen in der Liga. Nachdem Nyköbing die Saison auf Platz 8 beendet hatte, wechselte Holten zum Meister und Aufsteiger in die 1. Liga Silkeborg IF.

### Silkeborg IF (2019–2021)
Dort nahm er in seiner ersten Saison in die Liga die Rolle als Einwechselspieler ein. In 15 Partien wurde er eingewechselt und stand lediglich in drei Partien in der Startelf. Sein Startelfdebüt in der ersten dänischen Liga sowie sein Tordebüt feierte er am 22. September 2019, dem 10. Spieltag. Holten erzielte in der 24. Spielminute den Führungstreffer zum 2:1 und wurde bei diesem Stand in der 67. Spielminute ausgewechselt. Er musste von der Bank zu sehen wie sein Jugendklub Lyngby, das Spiel drehte. Im Pokal konnte Holten in drei von vier Begegnungen starten und konnte vier Treffer markieren. Im Viertelfinale wurde er zur Verlängerung eingewechselt und trat als erster Schütze erfolgreich im Elfmeterschießen an. Silkeborg verlor am Ende dramatisch mit 8:9 gegen AC Horsens. Silkeborg schloss die reguläre Saison mit 16 Punkte aus 26 Spielen ab und hatte bereits vor der Abstiegsrunde kaum noch Chancen auf einen Klassenverbleib. In den sechs Spielen der Abstiegsrunde durfte Holten 5-mal spielen und erzielte weitere drei Tore. Mit einem Doppelpack von Holten gegen Odense BK am letzten Spieltag verabschiedete sich Silkeborg vorerst aus der ersten dänischen Liga. Zur neuen Saison war Holten im Sturm gesetzt und brachte es auf sieben Tore in 21 Spielen in der regulären Saison. Im Pokal schied Silkeborg und Holten bereits in der zweiten Runde aus. Holten bestritt beide Spiele und erzielte auch ein Tor. Der Verein qualifizierte sich durch Platz zwei für die Aufstiegsrunde. In dieser fehlte Holten verletzungsbedingt an den ersten sieben Spieltagen und kam nur zu zwei Kurzeinsätzen. Mit sieben Siegen und drei Unentschieden aus den zehn Partien, stieg Silkeborg nach nur einem Jahr wieder in die Superliga auf. Um mehr Spielzeit zu erhalten, blieb Holten jedoch in der zweiten dänischen Liga und wechselte zu Esbjerg fB und unterschrieb dort einen Vierjahresvertrag.

### Esbjerg fB (2021–2024)
Bei Esbjerg hatte er am Anfang zunächst weiter mit Verletzungen zu tun und konnte deshalb in der Hauptrunde nur in neun von 22 Spielen spielen und sammelte nur 432 Spielminuten. Nach der Hauptrunde belegte der Klub Platz 10 und musste somit in die Abstiegsrunde. Holten absolvierte neun Spiele und erzielte am 15. Mai 2022 seinen ersten Treffer für Esbjerg beim 2:2 gegen Vendsyssel FF, erzielte den zwischenzeitlichen 2:1-Führungstreffer. Im folgenden Spiel erzielte Holten erneut den Führungstreffer diesmal zum 1:0 nach 11 Minuten. Esbjerg erzielte auch das 2:0 und lag bis zur 61. Minute mit 2:1 vorne. Nachdem Ausgleich in der 61. Minute wurde Holten in der 63. Minute ausgewechselt und sah so von der Bank aus, wie nachdem 3:2 für Amager, Esbjerg aus der 1. Division abgestiegen war. Trotz des Abstiegs blieb Holten bei Esbjerg und wollte den direkten Wiederaufstieg schaffen. Am 15. Spieltag erzielte Holten beim 5:1-Heimsieg gegen Brabrand IF einen Hattrick innerhalb von 22 Minuten. Insgesamt erzielte in der regulären Saison 2022/23 10 Tore in 19 Spielen und hatte somit einen großen Anteil an Platz 4 nach der regulären Saison. In der Aufstiegsrunde stand Holten in 10 von 10 Spielen in der Startelf und erzielte sechs Tore. Der Verein verpasste den Aufstieg um einen Punkt. In der Saison 2023/24 war Holten der drittbeste Torjäger der 2. Division mit 13 Treffern in 20 Spielen. Im Pokal kam er nur in der dritten Runde gegen Viborg FF zum Einsatz und erzielte dort das zwischenzeitliche 3:2-Führungstor. Am Ende verlor Esbjerg allerdings mit 3:4. In der Aufstiegsrunde absolvierte Holten nur vier Partien (1 Tor). Beim Aufstiegsspiel gegen Middelfart Boldklub wurde Holten 12 Minuten vor Schluss eingewechselt und feierte die Rückkehr nach zwei Jahren in die 1. Division. Die Saisonstart 2024/25 absolvierte Holten noch bei Esbjerg. In den ersten drei Partien in der 1. Division führte Holten seine Mannschaft als Kapitän aufs Feld. Nach einem Tor im ersten Spiel, erzielte Holten am 2. Spieltag einen Hattrick beim 6:3-Auswärtssieg bei Hobro IK. Sein letztes Spiel für Esbjerg absolvierte Holten am 4. August 2024. Am 4. Spieltag, 11. August 2024, stand Holten bereits nicht mehr im Kader und am 13. August bestätigte Esbjerg den Wechsel Holtens nach Elfsborg.

### IF Elfsborg (2024-)
Beim IF Elfsborg feierte er sein Debüt am 18. August, dem 19. Spieltag der Allsvenskan, beim 1:1 gegen Mjällby AIF. Sein ersten Treffer für die Schweden erzielte er eine Woche später beim 3:1-Heimerfolg gegen IFK Göteborg erzielte er den Treffer zum 2:0 in der 58. Spielminute. Sein Debüt auf internationaler Ebene feierte er ebenfalls im August. Er kam in beiden Play-off-Partien der UEFA Europa League gegen Molde FK zum Einsatz, in welchen sich Elfsborg im Elfmeterschießen mit 5:4 durchsetzen konnte. Sein ersten Treffer international erzielte er am 07. November als er kurz vor Schluss den 1:1-Ausgleich gegen SC Braga erzielt. Insgesamt absolvierte Holten acht Partien (2 Treffer) in der Allsvenskan, eine Partie im schwedischen Pokal, sowie sechs Partien (1 Treffer) in der Europa League und zwei Partien in den Europa League Play-Offs.

### Leihe zu Fredrikstad FK (2025)
Am 25. Februar 2025 gab Fredrikstad FK in einer Vereinsmitteilung bekannt, dass man den dänischen Stürmer Emil Holten für die Saison 2025 vom schwedischen Erstligisten IF Elfsborg ausleiht. Beim FFK debütierte Holten am 1. Spieltag der Eliteserien 2025. Beim 3:0-Heimsieg gegen SK Brann erzielte Holten das erste Saisontor für Fredrikstad in der 10. Spielminute.